# Municipio de Marlboro (Nueva Jersey)
El municipio de Marlboro (en inglés: Marlboro Township) es un municipio ubicado en el condado de Monmouth en el estado estadounidense de Nueva Jersey. En el año 2010 tenía una población de 40,191 habitantes y una densidad poblacional de 507 personas por km².

## Geografía
El municipio de Marlboro se encuentra ubicado en las coordenadas 40°20′19″N 74°16′7″O / 40.33861, -74.26861.

## Demografía
Según la Oficina del Censo en 2000 los ingresos medios por hogar en el municipio eran de $101,322 y los ingresos medios por familia eran $107,894. Los hombres tenían unos ingresos medios de $76,776 frente a los $41,298 para las mujeres. La renta per cápita para la localidad era de $38,635. Alrededor del 3.5% de la población estaba por debajo del umbral de pobreza.